# 真野恭輔
真野 恭輔（まの きょうすけ、8月9日 - ）は、日本の男性声優。埼玉県出身。BLACK SHIPジュニア所属。

## 経歴
以前はレオパード・スティール、2023年3月31日までアミュレートに所属していた。2023年4月1日からBLACK SHIPジュニア所属。

## 人物
趣味は散歩、音楽鑑賞、動物・自然観察、筋トレ。特技はバスケットボール。
資格は普通自動車運転免許、世界遺産検定3級。

## 出演

### テレビアニメ
2022年
- RPG不動産（兵士）

2023年
- 名探偵コナン（スタッフ）

2024年
- ヴァンパイア男子寮（モブ男）
- 魔王軍最強の魔術師は人間だった（白薔薇騎士団兵C、スパイ）
- この世界は不完全すぎる（街人）
- 逃げ上手の若君
- 狼と香辛料 MERCHANT MEETS THE WISE WOLF（村人）

2025年
- 魔神創造伝ワタル（村人C）
- るろうに剣心 -明治剣客浪漫譚- 京都動乱（警官、町人）
- 勇者パーティーを追放された白魔導師、Sランク冒険者に拾われる 〜この白魔導師が規格外すぎる〜（騎士、冒険者）
- ドラえもん（テレビ朝日版第2期）（カラス）

### 劇場アニメ
- 劇場版ハイキュー!! ゴミ捨て場の決戦（2024年、応援団）
- ウマ娘 プリティーダービー 新時代の扉（2024年）
- 劇場版 イナズマイレブン 新たなる英雄たちの序章（2024年、カジ）

### Webアニメ
- アークナイツ 1周年記念PV（2020年）

### ゲーム
2015年
- ゴシックは魔法乙女〜さっさと契約しなさい!〜（アリス＝ブラックバーン）

2017年
- リネージュ2レボリューション

2018年
- 天地の如く（張衡、錦馬超）

2019年
- 獅子の如く（赤井直正、太田牛一）
- TERA ORIGIN（独立軍）
- 未定事件簿（小野典彦）

2020年
- 原神（クイン、ラフマン、男性傭兵）
- 三国ブレード（曹丕）
- セブンナイツ（スルト、チップ）

2021年
- 白猫プロジェクト（カベッジ）
- たいみんぐぅ〜（主人公、亡者）
- ファミコン探偵倶楽部PartII うしろに立つ少女

2022年
- 黒い砂漠（ロークス）
- 地球防衛軍6
- 超次元ゲイム ネプテューヌ Sisters vs Sisters
- 百戦錬磨〜強者の戦国〜（前田利家）
- Run For Money 〜逃走ごっこ〜（ヒロミ）
- Relayer（ニール）

2023年
- 名将の復讐 〜時空を超えた夢の大合戦〜（于禁）
- 超次元ゲイム ネプテューヌ GameMaker R:Evolution（コピー・ザ・ハード）

2024年
- 護縁（チャイ・ジャウン）
- グランブルーファンタジー

2025年
- 妖怪ウォッチ ぷにぷに（ヤングブルジョワG）

### ドラマCD
- 俺さま狸とドSな兎のどたばたな日常 〜おじいさんとおばあさん、桃を添えて〜（おじいさん、コバンザメ）

### BLCD
- 囀る鳥は羽ばたかない7（山川）

### デジタルコミック
- パパ×パパ～αとΩで夫夫やってます～2（2023年、学生A）[22]
- 義妹に婚約者を奪われた落ちこぼれ令嬢は、天才魔術師に溺愛される（2024年、ケンドール）[23]

### 吹き替え

#### ドラマ
- ヴァイキング 〜海の覇者たち〜 シーズン5、6
- MACGYVER/マクガイバー シーズン4

### 特撮
- 特捜戦隊デカレンジャー 20th ファイヤーボール・ブースター（2024年、タレワラーネの声）

### ナレーション
- 神谷浩史・小野大輔のDearGirl〜Stories〜（CM内ナレーション）
- 走る調査官〜あなたの人権守ります!〜（予告編ナレーション）
- ボーンアゲイン〜運命のトライアングル〜（予告編ナレーション）